# Avenue Jean-Moulin (Toulouse)
Pour les articles homonymes, voir Avenue Jean-Moulin.
L'avenue Jean-Moulin est une voie de Toulouse, chef-lieu de la région Occitanie, dans le Midi de la France. 

## Situation et accès
L'avenue Jean-Moulin est une voie publique. Elle traverse le quartier d'Empalot.
Elle naît perpendiculairement au boulevard des Récollets. Longue de 770 mètres, elle est orientée au sud.
La chaussée compte une voie de circulation dans chaque sens. Elle appartient à une zone 30 et la vitesse y est limitée à 30 km/h. Il existe également une piste cyclable à double-sens, du côté des numéros impairs entre le boulevard des Récollets et la rue de Toulon, puis du côté des numéros pairs entre la place de la Renaissance et l'allée des Volques-Tectosages.

### Voies rencontrées
L'avenue Jean-Moulin rencontre les voies suivantes, dans l'ordre des numéros croissants (« g » indique que la rue se situe à gauche, « d » à droite) :
1. Boulevard des Récollets
2. Rond-point Marcelle-Rumeau
3. Rue d'Antibes (g)
4. Rue de Bir-Hakeim (d)
5. Rue de Menton (d)
6. Rue d'Antibes (g)
7. Rue de Toulon (d)
8. Rue de Venise - accès piéton (g)
9. Rue de Cannes (d)
10. Place de la Renaissance (g)
11. Rue Odette-Cayla (d)
12. Place Aline-Viadieu (d)
13. Allée des Volques-Tectosages - accès piéton (g)
14. Allée Henri-Sellier

### Transports
L'avenue Jean-Moulin abrite une des stations de la ligne de métro , la station Empalot. Près de celle-ci se trouve également les arrêts des lignes de Linéo L4L5 et de bus 4454152. 
Plusieurs stations de vélos en libre-service VélôToulouse se trouvent le long de l'avenue Jean-Moulin et les voies les plus proches : les stations no 155 (34 boulevard des Récollets), no 156 (38 avenue Jean-Moulin) et no 255 (2 rue des Mouettes).

## Odonymie

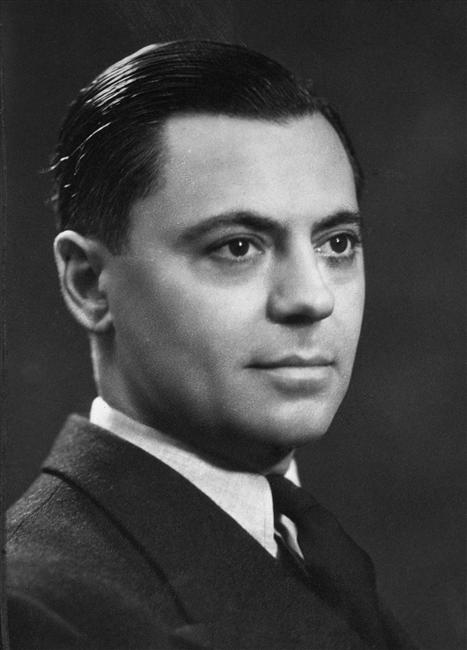
Portrait de Jean Moulin en 1937 par le studio Harcourt.

L'avenue est nommée en hommage à Jean Moulin (1899-1944). Préfet d'Eure-et-Loir en 1940, il s'engage tôt dans la Résistance. En novembre 1941, il est désigné par le général Charles de Gaulle pour constituer l'armée secrète, puis, en décembre 1941, pour réunir les différents mouvements de la Résistance : il devient ainsi le premier président du Conseil national de la Résistance (CNR). Il est cependant arrêté à Caluire le 21 juin 1943. Déporté, il meurt le 8 juillet 1943 dans le train qui le transporte en Allemagne. Son nom est donné à l'avenue par décision du conseil municipal, l'année même de la translation de ses cendres au Panthéon.
Le percement de l'avenue Jean-Moulin, entre 1950 et 1964, a fait disparaître plusieurs rues plus anciennes. Au nord, la rue du Parc-du-Calvaire avait été tracée afin de desservir les habitations à bon marché (HBM) du même nom (actuels no 163-165 rue du Férétra et no 2 allée Federica-Montseny). Au sud, entre la rue de Venise et la rue Dutour (actuelle allée des Volques-Tectosages), se trouvait la rue Lucien-Béret : créée en 1933 sous le nom de rue Latérale-du-Férétra, elle avait été renommée en 1947 en hommage à Lucien Béret (1907-1943). Résistant, il est membre de France au combat, puis des Mouvements unis de la Résistance (MUR), et agit au sein du réseau Brutus qui dépend du Bureau central de renseignements et d'action (BCRA), et enfin responsable du groupe socialiste clandestin du Pont-des-Demoiselles. Arrêté, il est torturé et tué par la Gestapo. Employé des Postes, télégraphes et téléphones (PTT), il avait son domicile dans la rue de Venise (ancien no 33),.

## Patrimoine et lieux d'intérêt

### Services
- no  38 : Maison Jean-Moulin. 
La Maison Jean-Moulin est le centre social d'Empalot. Il est cogéré par la mairie et par la caisse d'allocations familiales (CAF), dont il abrite un accueil, ainsi qu'une quinzaine d'entités différentes, telles que des services municipaux et de nombreuses associations. Entre 2013 et 2015, le bâtiment est profondément rénové : si la structure du bâtiment est conservée, l'aménagement des espaces intérieurs est complètement transformé. L'entrée se fait par un hall d'accueil lumineux qui ouvre sur les guichets de la CAF et distribue les bureaux et les espaces de travail commun[5],[6].

- no  40 : médiathèque d'Empalot. 
La nouvelle médiathèque d'Empalot est ouverte en 2009. Elle s'élève à l'emplacement de l'ancienne bibliothèque municipale construite en 1978, endommagée par l'explosion de l'usine AZF en 2001 et démolie entre 2005 et 2006. Elle est désormais l'une des trois grandes médiathèques de quartier, avec les médiathèques Grand M, avenue de Reynerie, et Saint-Cyprien, allées Charles-de-Fitte. Le bâtiment, réalisé sur les plans de l'agence parisienne d'architecture Dacbert & Associés, avec Michel Bonaventure et Jean-Noël Prunet, consiste en un parallélépipède disposé le long de l'avenue Jean-Moulin. Les hautes baies vitrées reflètent le paysage de l'avenue. La surface totale atteint 1644 m², dont 1100 sont consacrés aux espaces d'exposition[7],[8].

- no  42 : centre petite enfance Empalot. 
Le centre petite enfance Empalot est construit en 2004. Il vient remplacer une crèche familiale bâtie en 1975[9].

### Immeubles
La cité Empalot-centre, élevée entre 1958 et 1966, marque les dernières constructions du grand ensemble d'Empalot, après l'achèvement de la cité Daste, en 1956, et de la cité de la Poudrerie, en 1958. Elle s'inscrit dans le plan-masse de l'architecte Louis de Hoÿm de Marien, approuvé l'année suivante. Pierre Dufau est l'architecte en chef de l'opération, accompagnés des architectes Raymond Chini, Jean Montier, Arnaud Bernardot et Fabien Castaing. Pierre Dufau y met en œuvre les procédés de préfabrication élaborés par son bureau d'étude. Cependant, l'équipe est contrainte par la recherche d'économie maximale, au détriment le plus souvent de la qualité, et la cité connaît une rapide dégradation. À partir de 2007, dans le cadre du grand projet de ville (GPV) mené par l'Agence nationale pour la rénovation urbaine (ANRU), la cité fait l'objet d'un réaménagement qui a entraîné la réhabilitation, mais aussi la démolition de plusieurs immeubles. Entre 2010 et 2014, le bâtiment 20 d'Empalot Daste 3 et les bâtiments 24 et 25 d'Empalot Daste 4 ont été détruits,.
- no  41 : résidence Cœur Garonne.
La résidence est construite par le promoteur Gotham, sur les plans de l'agence toulousaine Espagno Milani Architectes Associés. En 2016, elle obtient le prix régional Midi-Pyrénées des Pyramides d'Argent[12]. Elle compte 126 logements, ainsi que des espaces dévolus au commerce[13],[14].